# Carl Abraham Leverin
Carl Abraham Leverin, född 4 september 1824 i Stockholm, död 30 september 1908 i Borås, var en svensk teckningslärare, konstnär och tecknare.
Han var gift med Sofia Margareta Frigell. Leverin studerade konst för Carl Gustaf Gillberg i Stockholm. Efter studierna var han lärare i teckning och modellering vid Borås tekniska skola från 1856 och teckningslärare vid Borås elementarläroverk från 1873. Hans konst består av landskapsmålningar utförda i olja eller akvarell samt teaterdekorationer. Han var representerad vid Borås och Sjuhäradsbygdens konstutställning i Borås 1935.  